# 大元 C.I.
大元C.I.株式会社（テウォンシーアイ、朝鮮語: 대원씨아이 주식회사、英語：Daewon Culture Industry Inc.）は、大韓民国の漫画出版会社。
1991年に、韓国で初めてアニメーションを製作・配給した大元動画（現・大元メディア）が、週刊漫画雑誌『少年チャンプ』を創刊し、大元動画出版事業部を立ち上げた。
1992年に同事業部が別法人として独立、大元C.I.株式会社となる。
ヒョンデ電子（現・SKハイニックス）のゲーム事業撤退から、韓国任天堂発足まで、任天堂ハードを輸入販売していたことがある。

## 取り扱い作品
- GA 芸術科アートデザインクラス
- 棺担ぎのクロ。
- けいおん!
- 私がモテないのはどう考えてもお前らが悪い!